# Wen Jiabao

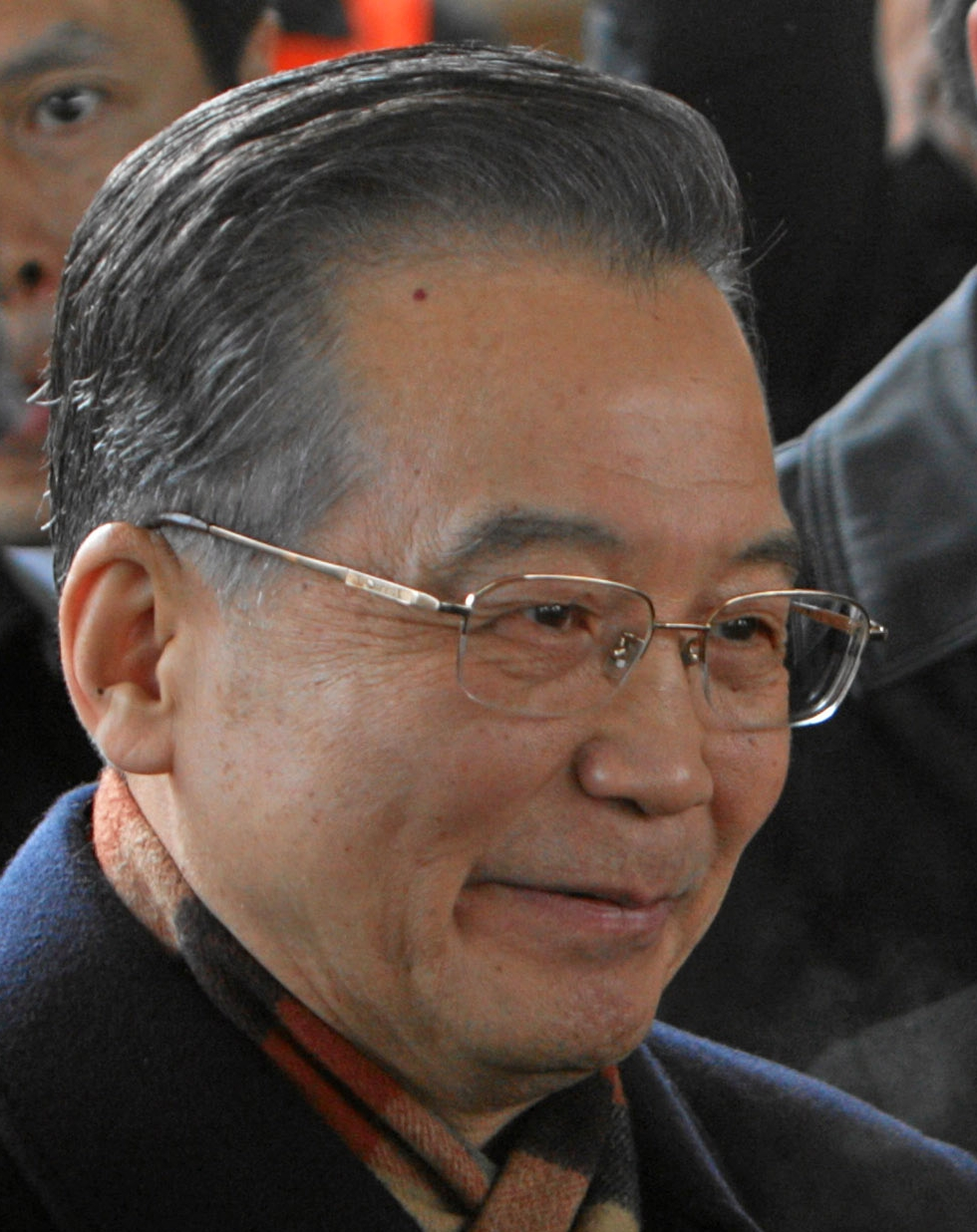
Wen Jiabao în 2009

Wen Jiabao (în chineză simplificată: 温家宝; chineză tradițională: 溫家寶; pinyin: Wēn Jiābǎo; n. 15 septembrie 1942, Tianjin, Republica Populară Chineză) a fost prim-ministrul Chinei.